# Yasuo Haruyama
Yasuo Haruyama (Tokyo, 4 aprile 1906 – 17 giugno 1987) è stato un calciatore giapponese, di ruolo attaccante.